# Paul Tanui
Paul Kipngetich Tanui (Nakuru, 22 december 1990) is een Keniaanse langeafstandsloper, die gespecialiseerd is in de 10.000 m. Hij nam eenmaal deel aan de Olympische Spelen en won bij die gelegenheid een zilveren medaille.

## Loopbaan
Op zowel de wereldkampioenschappen van 2013 in Moskou als die van 2015 in Peking won Tanui een bronzen medaille op de 10.000 m.
Op de Olympische Spelen van 2016 in Rio de Janeiro won Tanui een zilveren medaille. Met een tijd van 27.06,26 finishte hij achter de Brit Mo Farah (goud; 27.05,17) en voor de Ethiopiër Tamirat Tola (brons; 27.06,26).

## Persoonlijke records
Baan
| Onderdeel   | Prestatie | Datum            | Plaats    |
| ----------- | --------- | ---------------- | --------- |
| 1500 m      | 3.43,97   | 3 mei 2010       | Fukuoka   |
| 3000 m      | 7.46,61   | 27 augustus 2016 | Parijs    |
| 2 Eng. mijl | 8.28,60   | 30 juni 2019     | Palo Alto |
| 5000 m      | 12.58,69  | 4 juni 2015      | Rome      |
| 10.000 m    | 26.49,41  | 30 mei 2014      | Eugene    |

Weg
| Onderdeel      | Prestatie | Datum         | Plaats    |
| -------------- | --------- | ------------- | --------- |
| 10 km          | 28.39     | 19 mei 2019   | Bangalore |
| halve marathon | 1:02.18   | 16 maart 2014 | Lissabon  |

## Palmares

### 3000 m
- 2011:  Terra Sarda in Arzana - 7.50,88

### 5000 m
- 2014:  Meeting Areva - 13.00,53
- 2014: 4e ISTAF - 13.08,35
- 2015:  Golden Gala - 12.58,69

### 10.000 m
- 2010: 7e Keniaanse kamp. in Nairobi - 27.36,76
- 2011: 4e Prefontaine Classic - 26.50,63
- 2011: 5e Keniaanse WK Trials in Nairobi - 27.44,5
- 2011: 9e WK - 27.54,03
- 2013:  Hyogo Relays in Kobe - 27.51,13
- 2013:  Keniaanse WK Trials in Nairobi - 27.32,76
- 2013:  WK - 27.22,61
- 2014:  Prefontaine Classic - 26.49,41
- 2015:  Prefontaine Classic - 26.51,86
- 2015:  Keniaanse WK Trials in Nairobi - 27.18,45
- 2015:  WK - 27.02,83
- 2016:  Hyogo Relays in Kobe - 27.22,28
- 2016:  Keniaanse Olympische Trials - 27.46,15
- 2016:  OS - 27.05,64
- 2017:  WK - 26.50,60

### veldlopen
- 2009: 4e WK U20 in Amman - 23.35 ( met team)
- 2010: 8e WK in Bydgoszcz - 33.30 ( met team)
- 2011:  WK in Punta Umbría - 33.52 ( met team)